# Arrecife Cakaulevu
El arrecife Cakaulevu (también llamado arrecife del Gran Mar) es un arrecife de coral situado costa afuera, en la costa norte, de la isla Vanua Levu de Fiyi. Es la tercera más larga y continua barrera de arrecife del mundo, detrás de la Gran Barrera de Coral de Australia y el arrecife Mesoamericano de América Central. Combinado con el cercano arrecife Pascoe, el arrecife Cakaulevu es de unos 260 kilómetros de largo. Por sí solo, el arrecife Cakaulevu cubre unos 202,700 kilómetros cuadrados.
El ecosistema marino del arrecife contribuye a su importancia nacional, tal como se establece en el Programa de Acción y Estrategia para la Biodiversidad de Fiyi.

## Vida marina
El primer estudio sistemático del arrecife (en 2004) reveló una diversa población marina, incluyendo los ecosistemas únicos de manglares y peces endémicos. Doce especies amenazadas viven en el arrecife: 10 especies de peces, la tortuga verde, y el delfín tornillo.
Toda esta vida marina tradicionalmente ha brindado apoyo a la población nativa, y en la actualidad unas 70.000 personas dependen del arrecife. Luego de presenciar en las últimas décadas una disminución de la población de peces, en el año 2005 los líderes locales crearon una serie de áreas marinas protegidas donde está prohibida la pesca. Las tradicionales costumbres utilizadas por cientos de años para gestionar el arrecife permiten a los líderes apartar porciones de los qoliqoli o caladeros tradicionales. Donde se ha aplicado tal prohibición, las poblaciones de peces se han ido recuperando extendiéndose a las zonas donde está permitida la pesca.

## Amenazas
Además de la sobrepesca, el arrecife se encuentra amenazado por la escorrentía de productos agroquímicos utilizados en las plantaciones de caña de azúcar.